# 라쇼드퐁
라쇼드퐁(프랑스어: La Chaux-de-Fonds)은 스위스 뇌샤텔주의 도시이다. 프랑스 국경에서 남쪽으로 몇 킬로미터 떨어진 고도 1,000m의 쥐라산맥에 위치해 있다. 제네바, 로잔, 프리부르에 이어 프랑스어를 사용하는 로만디에 위치한 네 번째로 큰 도시로 인구(2020년 12월 기준)는 36,915명이다.
17세기 후반부터 스위스 시계 산업의 중심지로 성장했으며 스위스 내 프랑스어권 도시 중에서 제네바, 로잔에 이어 3번째로 인구가 많은 도시이다. 2009년 르로클과 함께 세계유산으로 지정되었다.
이 도시는 1656년에 설립되었다. 도시의 성장과 번영은 주로 시계 제조 산업과 관련이 있다. 그것은 시계 계곡으로 알려진 지역에서 시계 제조 산업의 가장 중요한 중심지이다. 1794년 화재로 부분적으로 파괴된 라쇼드퐁는 격자 거리 계획에 따라 재건되었으며, 이는 여전히 스위스 도시에서 독창적이었고 화재로 인해 보존된 도시의 가장 동쪽 부분을 제외하고는 예외였다. 이것은 이전 구간에서 새로운 구간으로 흥미롭고 분명한 전환을 만들었다. 원래 구간의 도로는 매우 좁고, 구불구불하여 마을 광장 근처의 격자 패턴으로 트였다. 유명한 건축가 르 코르뷔지에, 작가 블레즈 상드라르와 자동차 쉐보레를 창업한 루이 쉐보레가 그곳에서 태어났다. 라쇼드퐁는 아르누보의 유명한 중심지이다.
2009년에는 라쇼드퐁과 자매 도시인 르로클이 탁월한 보편적 가치를 인정받아 유네스코 세계문화유산으로 지정되었다.

## 역사
이 지역은 약 10,000년 전(중석기 시대) 사람이 처음 거주했다. 인근 동굴에서 두개골과 기타 흔적이 발견되었다.
14세기 중반에 이 지역은 남부 발드루즈에서 식민지화되었다. 라쇼드퐁는 1350년에 la Chaz de Fonz로 처음 언급되었다. 1378년에는 Chault de Font로 언급되었다.
이 지역은 발랑장의 영주의 권위하에 있었다. 15세기와 16세기에 소위 독점사업권 폐쇄(Clos de la Franchise)(르로클과 라산의 계곡)로 두 번째 식민지화 물결이 일어났다. 농업이 주요 활동이었지만, 마을은 여전히 작았다. 1531년에는 약 35명만 그곳에 살았다. 첫 번째 교회는 1528년에 지어졌다. 1530년까지 라쇼드퐁는 발랑장의 나머지 지역과 마찬가지로 새로운 개혁주의 신앙으로 개종했다. 발랑장의 영주인 르네 드 샬랑(René de Challant)은 1550년에 본당의 경계를 정했다. 교회와 본당은 정치 구조를 제공했으며 교회 주변에서 자라난 발랑장의 시민, 자유농과 소작농의 작은 공동체를 제공했다. 1615년까지 이 마을에는 355명의 사람들이 살고 있었다. 1616년, 라쇼드퐁에 대한 중하위 관할권은 르로클과 라산으로 이전되었으며 고등 법원은 발랑장에 남아있었다. 두강 강둑에 있는 제분소로 보완된 농업이 계속해서 지배적이었다. 그러나 16세기 말에 이 도시는 뇌샤텔, 프랑슈콩테, 바젤 주교구 사이의 중요한 교차로가 되었다.
지역 사회는 주로 무역을 위한 전략적 위치 때문에 30년 전쟁 동안 성장했다. 18세기에 도시의 레이스와 시계 산업이 발달하면서 경제 활동이 가속화되었다. 오토마타로 가장 잘 알려진 피에르 자케 드로(Pierre Jacquet-Droz)는 이 시대의 특히 저명한 시계 제작자였다.
1794년에 도시는 화재로 황폐화되었다. 샤를-앙리 주노(Charles-Henri Junod)는 1835년에 새로운 도시의 계획을 세웠고, 이 도시는 현재 대부분의 유럽 도시의 구불구불한 거리와 비교하여 ‘현대적인’ 격자 모양의 계획으로 알려져 있다. 중앙 애비뉴는 레오폴트 로버트 거리로 명명되었다.

### 라쇼드퐁 시계산업의 역사
18세기 후반, 스위스 시계 산업은 급성장했다. 이와 병행하여 거주 금지에도 불구하고 유대인 상인들은 이 지역에 정착하기 시작했고 산업에 참여하게 되었다. 1848년부터 뇌샤텔주에서 유대인의 거주 및 정착에 대한 제한이 점차 완화되었다.
1870년대에 미국 회사들이 산업적 규모로 시계와 시계 부품을 생산하기 시작하면서 스위스 시계 산업은 위기를 맞았다. 개별 장인의 전통적인 모델은 더 빠른 산업화된 생산 속도와 양립할 수 없었지만, 1880년대부터 근대화는 느리지만 확실하게 스위스 시계 산업에 자리를 잡았다.
최초의 현대 공장 중 하나는 1876년 라쇼드퐁으로 이사한 디테샤임(Ditesheim) 형제 아킬레스(Achilles), 레오폴트(Leopold) 및 이시도르(Isidore)에 의해 설립되었다. 19세기 말에 무역에 합류한 많은 유대인 제조업체들은 전통적인 아이디어. 따라서 그들은 특히 현대화 프로세스에 참여하고 투자했다. 디테샤임 회사는 국제적인 명성을 얻었고, 1905년에 ‘모바도’(Movado)로 이름을 변경했다.
경제적인 성공에 힘입어 더 많은 새 이민자들이 도착했으며, 그중에는 많은 유대인이 있었다. 1912년에 이 도시에 있는 180개 정도의 중간 규모 가족 기업 중 약 30%가 유대인 가족 소유였다. 유대인 공동체는 약 20년 동안 541명에서 900명으로 성장했다.
1차 세계 대전 동안 시계 회사는 대부분 군비 의뢰(예: 포탄용 정밀 퓨즈 생산)를 받았다. 이 위원회는 전쟁이 끝나면서 사라졌다. 1933년부터 제2차 세계 대전이 발발하면서 유대인 생산자들은 점령 국가에서 유대인과 접촉하는 사람들이 점점 더 박해에 직면함에 따라 어려움을 겪기 시작했다. 라쇼드퐁에 있는 일부 유태인 회사는 연합군을 위한 전쟁 물자를 불법적으로 수출한 혐의를 받는 독일 스파이의 감시를 받고 있었다.

## 지리
라쇼드퐁의 면적은 2009년 기준으로 55.7k㎡이다. 이 면적 중 30.46k㎡ (54.7%)가 농업 목적으로 사용되는 반면 15.52k㎡ (27.9%)는 산림이다. 나머지 토지 중 9.28k㎡ (16.7%)가 정착(건물 또는 도로), 0.3k㎡ (0.5%)가 강 또는 호수이고 0.11k㎡ (0.2%)는 불모지이다.
건축 면적 중 공업용 건물이 전체 면적의 1.6%, 주택과 건물이 8.4%, 교통 기반 시설이 4.6%를 차지했다. 공원, 녹지대, 운동장이 1.1%를 차지했다. 산림면적은 전체 면적의 24.2%가 삼림이 무성하고 3.7%가 과수원이나 작은 나무 군락으로 덮여 있다. 농경지 중 0.4%는 작물 재배에 사용되며 40.0%는 목초지, 14.2%는 고산 목초지에 사용된다. 시정촌의 모든 물은 흐르는 물이다.
시정촌은 2018년 1월 1일에 구역 수준이 제거될 때까지 수도인 라쇼드퐁구였다. 약 1,000m의 고도에서 프랑스 국경 근처의 쥐라산맥에 위치해 있다.

### 기후
| 라쇼드퐁 (1981-2010)의 기후 | 라쇼드퐁 (1981-2010)의 기후 | 라쇼드퐁 (1981-2010)의 기후 | 라쇼드퐁 (1981-2010)의 기후 | 라쇼드퐁 (1981-2010)의 기후 | 라쇼드퐁 (1981-2010)의 기후 | 라쇼드퐁 (1981-2010)의 기후 | 라쇼드퐁 (1981-2010)의 기후 | 라쇼드퐁 (1981-2010)의 기후 | 라쇼드퐁 (1981-2010)의 기후 | 라쇼드퐁 (1981-2010)의 기후 | 라쇼드퐁 (1981-2010)의 기후 | 라쇼드퐁 (1981-2010)의 기후 | 라쇼드퐁 (1981-2010)의 기후 |
| 월                          | 1월                         | 2월                         | 3월                         | 4월                         | 5월                         | 6월                         | 7월                         | 8월                         | 9월                         | 10월                        | 11월                        | 12월                        | 연간                        |
| --------------------------- | --------------------------- | --------------------------- | --------------------------- | --------------------------- | --------------------------- | --------------------------- | --------------------------- | --------------------------- | --------------------------- | --------------------------- | --------------------------- | --------------------------- | --------------------------- |
| 일평균 최고 기온 °C (°F)    | 2.7 (36.9)                  | 3.3 (37.9)                  | 6.2 (43.2)                  | 9.9 (49.8)                  | 14.6 (58.3)                 | 18.1 (64.6)                 | 20.7 (69.3)                 | 20.2 (68.4)                 | 16.4 (61.5)                 | 12.8 (55.0)                 | 6.7 (44.1)                  | 3.5 (38.3)                  | 11.3 (52.3)                 |
| 일일 평균 기온 °C (°F)      | −1.6 (29.1)                 | −1.1 (30.0)                 | 1.8 (35.2)                  | 5.2 (41.4)                  | 9.7 (49.5)                  | 12.9 (55.2)                 | 15.3 (59.5)                 | 14.8 (58.6)                 | 11.3 (52.3)                 | 7.9 (46.2)                  | 2.5 (36.5)                  | −0.4 (31.3)                 | 6.5 (43.7)                  |
| 일평균 최저 기온 °C (°F)    | −6.0 (21.2)                 | −5.7 (21.7)                 | −2.8 (27.0)                 | 0.6 (33.1)                  | 4.7 (40.5)                  | 7.6 (45.7)                  | 9.8 (49.6)                  | 9.4 (48.9)                  | 6.5 (43.7)                  | 3.3 (37.9)                  | −1.5 (29.3)                 | −4.2 (24.4)                 | 1.8 (35.2)                  |
| 평균 강수량 mm (인치)       | 107 (4.2)                   | 99 (3.9)                    | 111 (4.4)                   | 99 (3.9)                    | 141 (5.6)                   | 124 (4.9)                   | 126 (5.0)                   | 136 (5.4)                   | 128 (5.0)                   | 123 (4.8)                   | 120 (4.7)                   | 128 (5.0)                   | 1,441 (56.7)                |
| 평균 강설량 cm (인치)       | 68 (27)                     | 64.6 (25.4)                 | 49 (19)                     | 17.5 (6.9)                  | 3.2 (1.3)                   | 0.1 (0.0)                   | 0 (0)                       | 0 (0)                       | 0 (0)                       | 2.8 (1.1)                   | 27.7 (10.9)                 | 54.5 (21.5)                 | 287.4 (113.1)               |
| 평균 강수일수 (≥ 1.0 mm)    | 12.4                        | 11.3                        | 12.3                        | 12.5                        | 15.1                        | 13.1                        | 12.2                        | 12.2                        | 10.6                        | 12.4                        | 12.0                        | 13.4                        | 149.5                       |
| 평균 강설일수 (≥ 1.0 cm)    | 9.3                         | 9.2                         | 7.6                         | 3.7                         | 0.7                         | 0.1                         | 0                           | 0                           | 0                           | 0.6                         | 5.1                         | 9                           | 45.3                        |
| 평균 상대 습도 (%)          | 82.6                        | 80.8                        | 79.8                        | 77.4                        | 76.6                        | 76.6                        | 74.6                        | 76.7                        | 78.3                        | 78.6                        | 81.4                        | 81.6                        | 78.7                        |
| 평균 월간 일조시간          | 100                         | 106                         | 134                         | 150                         | 159                         | 180                         | 212                         | 200                         | 158                         | 131                         | 97                          | 82                          | 1,710                       |
| 출처: MeteoSwiss            |                             |                             |                             |                             |                             |                             |                             |                             |                             |                             |                             |                             |                             |

## 인구통계
2020년 12월 기준, 라쇼드퐁의 인구는 36,915명이다. 2008년 기준으로 인구의 29.1%가 거주하는 외국인이다. 2000년부터 2010년까지 지난 10년 동안 인구는 1.3%의 비율로 변화했다. 이주로 인해 1.4%의 비율로, 출생 및 사망으로 인해 -0.2%의 비율로 변경되었다.
2000년 기준, 인구 대부분인 31,653명(85.5%)으로 프랑스어를 모국어로 사용하고, 이탈리아어가 두 번째로 많이 사용(1,335 또는 3.6%)하며, 포르투갈어가 1,173명(3.2%)으로 세 번째로 사용된다. 독일어를 할 줄 아는 사람은 900명, 로만슈어를 할 줄 아는 사람은 32명이다.
2008년 기준으로 인구는 남성 48.0%, 여성 52.0%이다. 인구는 12,444명의 스위스 남성(인구의 33.2%)과 5,578명(14.9%)의 비스위스계 남성으로 구성되었다. 스위스 여성은 14,513명(38.7%), 비스위스계 여성은 4,988명(13.3%)이었다. 시정촌 인구 중 15,164명(약 41.0%)이 라쇼드퐁에서 태어나 2000년에 그곳에 살았다. 같은 주에서 태어난 3,778명(10.2%)이 있었고, 6,962명(18.8%)이 같은 주에서 태어났다. 스위스 다른 곳에서 태어났고, 9,651명(26.1%)이 스위스 밖에서 태어났다.
2000년 기준으로 아동·청소년(0~19세)이 22.5%, 성인(20~64세)이 58.9%, 노인(64세 이상)이 18.6%를 차지하고 있다.
2000년 기준으로 시정촌에 미혼이거나, 독신인 사람은 14,380명이다. 기혼자는 17,285명, 미망인은 2,573명, 이혼한 사람은 2,778명이었다.
2000년 기준으로 시정촌의 개인가구는 17,207세대로 가구당 평균 2.1명이다. 1인 가구는 7087가구, 5인 이상 가구는 747가구였다. 2000 년에는 총 16,833가구(전체의 88.8%)가 영구임대되었고, 1,376가구(7.3%)가 계절적 임대, 756가구(4.0%)가 공실이었다. 2009년 기준 신규 주택 건설 비율은 인구 1000명당 1세대였다. 2010년 시정촌 공실률은 2.05%였다.
역사적 인구는 다음의 차트와 같다:
| 1850 | 12,638 |        |       |        |        |       | 11,084 | 1,554 |
| 1880 | 23,818 | 16,089 | 7,421 | 3,160  | 20,006 | 45    | 20,681 | 3,137 |
| 1910 | 37,751 | 32,363 | 4,383 | 6,077  | 29,914 | 94    | 33,218 | 4,533 |
| 1930 | 35,252 | 30,761 | 3,559 | 6,519  | 27,306 | 131   | 32,644 | 2,608 |
| 1950 | 33,300 | 28,818 | 3,305 | 8,100  | 23,877 | 127   | 31,265 | 2,035 |
| 1970 | 42,347 | 31,762 | 2,903 | 18,142 | 21,979 | 2,002 | 32,922 | 9,425 |
| 1990 | 36,894 | 29,873 | 1,191 | 14,379 | 13,963 | 3,829 | 27,689 | 9,205 |
| 2000 | 37,016 | 31,653 | 900   | 11,320 | 11,425 | 3,128 | 27,106 | 9,910 |

### 종교
2000년 인구 조사에 따르면 11,320명(30.6%)이 로마 가톨릭 신자이고, 10,258명(27.7%)이 스위스 개혁 교회에 속해 있다. 나머지 인구 중 정교회 교인은 205명(인구의 약 0.55%), 크리스찬 가톨릭 교회 교인은 300명(인구의 약 0.81%), 2,365명이었다. 다른 기독교 교회에 속한 개인(또는 인구의 약 6.39%)이 있었다. 유대교인은 129명(인구의 약 0.35%)이었고, 이슬람교인은 1,369명(인구의 약 3.70%)이었다. 90명의 불교신자가 있었다. 83명의 힌두교인과 45명의 다른 교회에 속한 개인이 있었다. 10,059명(인구의 약 27.17%)은 교회에 속하지 않고, 불가지론자 또는 무신론자이며, 1,960명(인구의 약 5.30%)이 질문에 대답하지 않았다.

## 경제
2010년 현재 라쇼드퐁의 실업률은 8.2%이다. 2008년 기준으로 1차 경제 부문에 260명이 고용되었고, 이 부문에 관련된 약 95개의 기업이 있다. 10,594명이 2차 부문에 고용되었고, 이 부문에 550개의 기업이 있었다. 11,813명이 3차 부문에 고용되었으며 이 부문에는 1,290개의 기업이 있다. 17,870명의 지자체 거주자가 일정 수준으로 고용되었으며, 그중 여성이 노동력의 46.1%를 차지했다.
2008년에 정규직에 상응하는 총 일자리 수는 19,692개였다. 1차 부문의 일자리 수는 208개였으며 그 중 198개는 농업에, 10개는 임업 또는 목재 생산에 종사했다. 2차 부문의 일자리 수는 10,153개였으며, 그중 9,063개(89.3%)가 제조업에, 903개(8.9%)가 건설에 종사했다. 3차 부문의 일자리는 9,331개였다. 3차 부문에서; 2,287명(24.5%)은 도소매업 또는 자동차 수리업, 680명(7.3%)은 물품 이동 및 보관업, 571명(6.1%)은 호텔·레스토랑, 150(1.6%)은 정보업이었다. 372 또는 4.0%가 보험 또는 금융 산업, 573 또는 6.1%가 기술 전문가 또는 과학자, 816 또는 8.7%가 교육, 2,078 또는 22.3%가 의료 분야였다.
2000년 기준 자치단체로 통근하는 근로자는 8,916명, 출퇴근자는 3,481명이었다. 지자체는 근로자의 순수입 지자체이며, 떠날 때마다 약 2.6명의 근로자가 지자체에 들어간다. 라쇼드퐁에 들어오는 노동력의 약 19.3%는 스위스 외부에서 왔으며 현지인의 0.1%는 일을 위해 스위스에서 출퇴근한다. 근로 인구의 21.4%가 출퇴근을 위해 대중교통을 이용했고, 52.8%가 자가용을 이용했다.

## 교육
라쇼드퐁에서는 인구의 약 12,347명(33.4%)이 비필수 고등 중등교육을 이수했으며 3,943명(10.7%)이 추가 고등교육( 대학 또는 응용학문대학)을 마쳤다. 고등교육을 이수한 3,943명 중 51.7%가 스위스 남성, 28.5%가 스위스 여성, 12.0%가 비스위스계 남성, 7.7%가 비스위스계 여성이었다.
뇌샤텔주의 대부분의 지자체는 2년의 비필수 유치원을 제공하고 5년의 의무 초등 교육을 제공한다. 다음 4년 동안의 의무 중등 교육은 13개의 더 큰 중등학교에서 제공되며, 많은 학생들이 이 학교에 다니기 위해 거주하는 지자체를 여행한다. 라쇼드퐁의 초등학교는 레 플롱쉐트(Les Planchettes)와 결합된다. 2010년~2011학년도 동안 라쇼드퐁에는 총 728명의 학생이 있는 38개의 유치원 수업이 있었다. 같은 해에 113개의 초등반이 있었고 총 2,042명의 학생이 있었다.
2000년 기준으로 라쇼드퐁에는 다른 지방자치단체에서 온 754명의 학생이 있었고 644명의 주민은 지방자치단체 외부의 학교에 다녔다.
라쇼드퐁에는 2개의 도서관이 있다. 이러한 라이브러리에는 다음이 포함된다. 시립 도서관 및 유니버시티 칼리지 Arc – 응용예술. 도서관에는 총 670,267권 (2008년 기준)이 있으며, 같은 해 총 342,720권이 대출되었다.

## 유네스코 세계문화유산
시계 제조 도시인 라쇼드퐁과 르로클은 탁월한 보편적 가치로 유네스코로부터 공동으로 인정을 받았다.
사이트의 계획은 스위스 쥐라의 산악 환경에서 서로 가까이 위치한 두 개의 작은 도시로 구성된다. 고도(1,000m)와 물 부족(지하의 다공성 사암)으로 인해 토지는 농업에 적합하지 않다. 계획과 건물은 합리적인 조직에 대한 시계 장인의 요구를 반영한다. 대규모 화재 이후 19세기 초에 재건된 두 도시 모두 시계 제조 및 수출 덕분에 살아남았고, 20세기에는 미세 기계 산업이 추가되었다.
주거용 주택과 작업장이 뒤섞인 평행 스트립의 개방형 계획을 따라 도시의 계획된 레이아웃은 17세기로 거슬러 올라가며 오늘날에도 여전히 살아 있는 지역 시계 제작 문화의 요구를 반영한다. 두 집단 모두 여전히 잘 보존되고 활동적인 단일 산업 제조 도시의 뛰어난 예를 보여준다. 도시 계획은 장인의 가내 산업 생산에서 19세기 후반과 20세기의 보다 집중적인 공장 생산으로의 전환을 수용했다. 1867년에 칼 마르크스는 《자본론》에서 이미 라쇼드퐁을 “거대한 공장 도시”라고 묘사하고 있었는데, 그는 그곳에서 쥐라의 시계 제조 산업의 분업을 분석했다.
베른 구시가지, 래티셰 철도, 장크트갈렌 수도원 및 수녀원과 함께 세계유산으로 지정된 10번째 스위스 유적지이다.

## 문화
라쇼드퐁는 국제 시계 제작 박물관(Musée International d'Horlogerie)가 있는 곳으로 원래 1899년 갈레(Gallet) 시계 제작 가문이 기부한 기금으로 건설되었다. 박물관은 시간 기록 예술의 역사.
아르누보는 19세기 후반에 도시의 건축과 문화에 큰 영향을 미쳤다.
일간 신문 L'Impartial은 1880년부터 라쇼드퐁에서 발행되었다.
1994년 바커상은 라쇼드퐁에게 수여됐다.

## 교통
시정촌은 4개 철도 노선의 교차점에 위치해 있으며, 경계 내에 6개의 다른 기차역이 있다. 주요 역은 라쇼드퐁역이고, 다른 역으로는 라시부역(La Cibourg), 라쇼드퐁-에역, 라쇼드퐁-그레니에역, 르레몽역(Le Reymond) 및 르 크레 뒤 로클역(Le Crêt-du-Locle)이 있다.
이 도시는 또한 레 에쁠라듀흐 공항(Les Eplatures)과 라쇼드퐁 무궤도 전차 시스템에 의해 제공된다.

## 스포츠
라쇼드퐁는 스위스에서 두 번째로 높은 리그인 스위스 리그(SL)에서 경쟁하는 프로 아이스하키팀인 HC 라쇼드퐁의 본거지이다. 그들의 홈 경기장은 7,200석 규모의 멜레즈 아이스링크(Patinoire des Mélèzes)이다. 팀은 내셔널 리그(NL)에서 몇 년 동안 성공적으로 활동했으며, 1968년부터 1973년까지 6회 연속 우승을 차지했다.
라쇼드퐁에는 아마추어 축구팀인 FC 라쇼드퐁도 있다.

## 사진

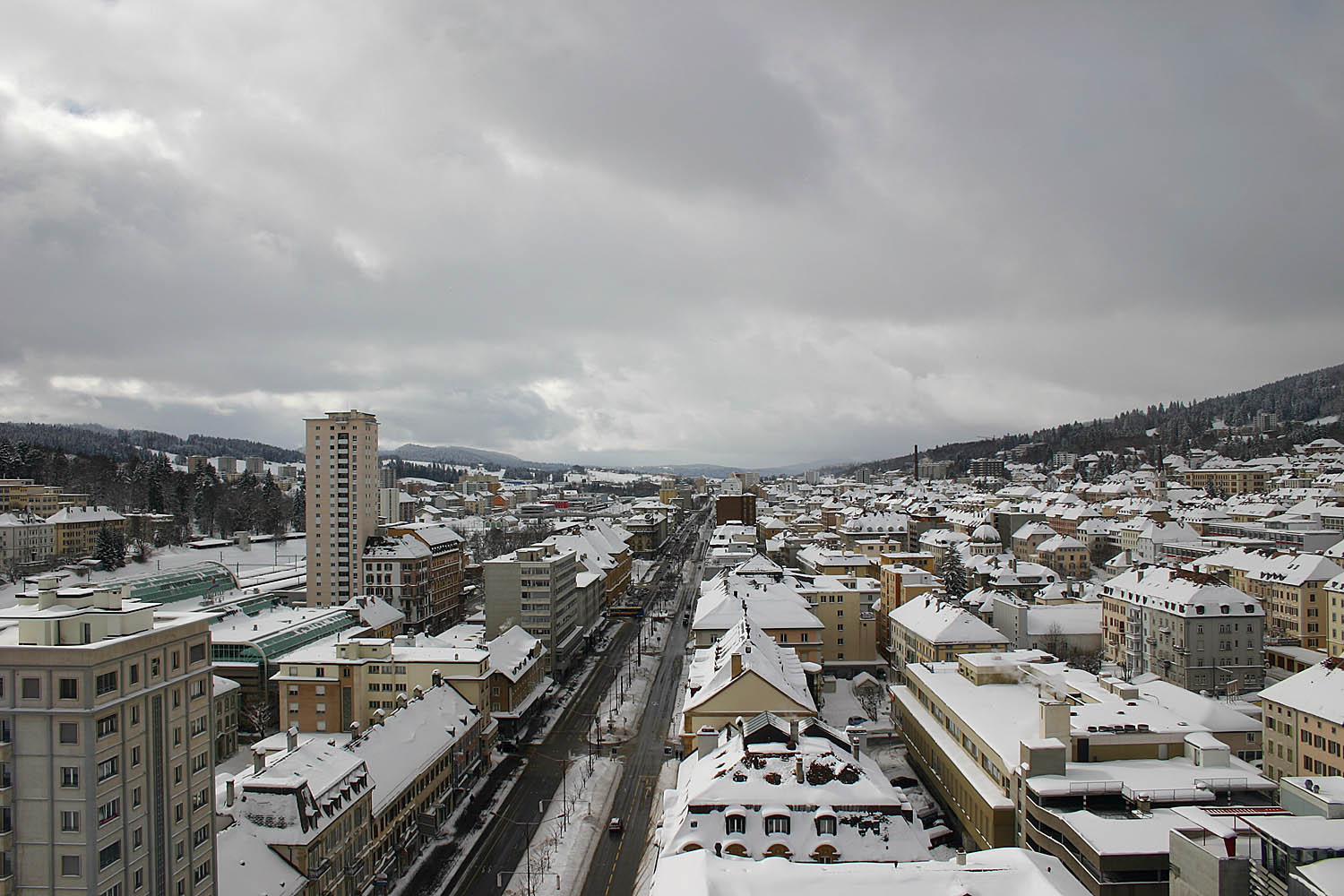
라쇼드퐁의 겨울 풍경
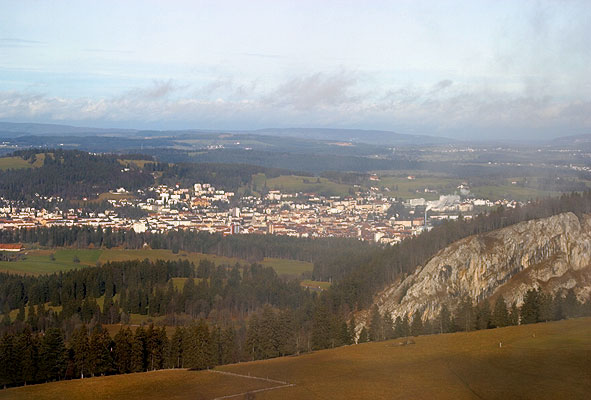
라쇼드퐁과 인근 지역의 모습